# Eva Schinagel
Eva Schinagel (ur. ok. 1758 w Austrii, zm. po 1822 prawdopodobnie w Żytomierzu) – austriacka tancerka związana z Polską. W latach 1774–1785 pierwsza tancerka mezzo-carettere / demi-caractère (półcharakterystyczna) teatru warszawskiego. Jedna z faworyt hrabiego Augusta Fryderyka Moszyńskiego. Od około 1787 żona Daniela Curza vel Kurza (Kurtza), alzackiego tancerza, baletmistrza i nauczyciela tańca, działającego w Polsce.
Jej nazwisko pojawia się w źródłach do historii polskiego teatru, notowane także jako: Schinagell, Schinagl, Schinaglin, Schinnaglien, Schonagl, Shinaglin, Sinagel, Szynagel, Szynagiel. Raz została też zapisana jako Giuseppa (w programie warszawskiej premiery opery L’amore artigiano Floriana Leopolda Gassmanna według Goldoniego, 1774), kiedy przy jej nazwisku umieszczono żeńską formę imienia jej przypuszczalnego brata lub ojca, aktora Josepha (Giuseppe) Schinagla z ówczesnej warszawskiej trupy teatralnej.

## Kariera artystyczna

### W austriackiej Pradze
Na kartach historii teatru pojawiała się po raz pierwszy w latach 1771–1773 w praskim Theater an der Kotzen (Divadlo v Kotcích) w zespole baletowym, który prowadził austriacki baletmistrz czeskiego pochodzenia, Albert Moraweck (Vojtěch Morávek zwany Alberti) w okresie tamtejszej antrepryzy teatralnej Johanna Josepha Bruniana. Była już wtedy jedną z trzech głównych solistek, przedstawiana w składzie zespołu jako „Mdlle. Eva Schinaglin, 2. Pas de deux Tänzerin” (druga tancerka do pas de deux). Tańczyła tam w wielu przedstawieniach, m.in. w baletach: Das Fest der Gärtner beim Eingange des Lenzes i Der Oktober w choreografii Alberta Morawcka (1772).

### Przyjazd do Polski
Wiosną 1774 znany austriacki aktor komediowy i antreprener Johann Joseph Felix Kurz restytuował w Warszawie działalność teatru publicznego w wynajętym w tym celu i odpowiednio wyposażonym Pałacu Radziwiłłowskim. Przy dyskretnym wsparciu króla Stanisława Augusta zebrał on wtedy trzy nowe wyspecjalizowane zespoły: niemiecki komediowy, włoski operowy i oddzielny baletowy. Wśród jego artystów znalazła się także panna Eva Schinagel jako jedna z trzech pierwszych tancerek (obok Włoszek: Clarice Bini i Teresy Simonetti), a dokładniej jako „erste mezzo-carettere Tänzerin” (pierwsza tancerka półcharakterystyczna). Występowała odtąd w Warszawie we wszystkich wystawianych baletach oraz w tańcach włączanych do przedstawień komediowych i operowych. Jesienią 1775 powierzano jej także aktorskie role „młodych i niewinnych dziewcząt” w niemieckich spektaklach komediowych. Jako tancerka zarabiała początkowo 18 dukatów miesięcznie, a kiedy zaczęła występować również jako aktorka podniesiono jej łączne dochody do 23 dukatów (15 dla tancerki + 8 dla aktorki). Była to trzecia co do wysokości pensja wśród tancerek ówczesnego zespołu baletowego.

### Ulubienica Warszawy
W krótkim czasie zdobyła uznanie publiczności i amatorów swojej urody. Są powody przypuszczać, że już jesienią 1775 była bliską przyjaciółką znanego kobieciarza i adoratora czołowych tancerek warszawskich, hrabiego Augusta Fryderyka Moszyńskiego (1731–1786), który z ramienia króla nadzorował wtedy działalność teatru. Zachowała się jego pełna pasji korespondencja z ówczesnym antreprenerem, księciem Antonim Sułkowskim (1736–1796), w której zawzięcie bronił swojej faworyty przed nadmiernym obciążaniem jej obowiązkami tancerki i aktorki jednocześnie, zabiegając wręcz o całkowite zwolnienie „tego biednego dziecka” z obowiązku wywiązania się z podpisanego kontraktu ze względu na zły stan zdrowia. Prawdopodobnie hrabia zamierzał wtedy wziąć młodą tancerką na własne utrzymanie. Sułkowski gotów był uwolnić ją od zobowiązań, ale jednocześnie apelował do Moszyńskiego: „Niech Pan Hrabia zapewni Swoją przyjaciółkę, że chcę tylko jej dobra, jej zdrowia i jej powodzenia. Zdobyła ona tyle umiejętności w tańcu, że zrobi błąd, jeśli przestanie go doskonalić – choć trochę, ile zdrowie jej na to pozwoli”. Książę napisał też do samej tancerki: „Gdyby jednak [stan zdrowia] pozwolił Pani pokazywać swój wielki talent w dalszym ciągu publiczności, chociażby tylko w balecie, cieszyłbym się z tego z publicznością; w każdym razie gaża Pani nie będzie bynajmniej zmniejszona”. I tak się stało, Eva Schinagel pozostała w teatrze, zwolniona już jednak z obowiązku występowania w komediach.
Nie tylko ta wymiana korespondencji świadczy o jej pozycji w warszawskim środowisku teatromanów i na scenie. Mamy również ciekawe świadectwo pamiętnikarskie Juliana Ursyna Niemcewicza z tamtych lat: „Teatr był w pałacu Radziwiłłowskim, dziś namiestnika królewskiego. Moskale i Polacy cisnęli się nań. I tu często rozrzutnej hojności zdarzały się widoki. Wprowadzono zwyczaj ulubionym aktorom, aktorkom i tancerkom rzucać z parteru worki napełnione złotem. Poniński, generał moskiewski Romanius, inni generałowie moskiewscy, książę Marcin Lubomirski... Ci, mówię, i wielu innych rzucali worki złota tancerce Casacelli [nazywała się Caselli], Schinaglin, Bini, [wyraz nieczytelny, zapewne: Simonetti] i sławnemu skoczkowi Szlancowskiemu. Wiele kobiet teatralnych utrzymywanych było przez tychże rozrzutników”. Także Wojciech Bogusławski w swoich bezcennych Dziejach teatru narodowego zapisał pod rokiem 1783, gdy upadała krótkotrwała warszawska antrepryza teatralna księcia Jerzego Marcina Lubomirskiego: „Artyści niemieccy rozjechali się zupełnie. Ale balet, w którym pierwsi tancerze: Curz, panna Schinagel a najbardziej lubiany grotesco Slancowski bardzo jeszcze wiele znaczyli, starano się koniecznie zatrzymać...”.
Jeśli Eva Schinagel utrzymała dłużej zainteresowanie swojego patrona, hrabiego Moszyńskiego, to straciła z pewnością jego opiekę gdy w 1784 hrabia wyjechał w podróż po Europie, podczas której dwa lata później zmarł nagle we Włoszech. Wkrótce jednak wsparł ją małżeństwem jej dotychczasowy partner sceniczny i przełożony, ceniony warszawski tancerz i choreograf Daniel Curz (1753-po 1822), a od początku 1786 baletmistrz nowego zespołu Tancerzy Narodowych Jego Królewskiej Mości w Teatrze na placu Krasińskich, w którego baletach wielokrotnie wcześniej występowała.
W latach 1774–1785 stworzyła na naszej scenie wiele kreacji tanecznych. Nie wszystkie można dziś zidentyfikować z braku zachowanych źródeł obsadowych. Wiemy jednak, że występowała w przedstawieniach takich baletmistrzów, pracujących wówczas w Warszawie, jak: Giuseppe Anelii, Giovanni Antonio Sacco, Francesco Caselli, Maciej Pręczyński, Antonio Viganò, Leopold Frühmann, Cosimo Morelli, a przede wszystkim w baletach Daniela Curza, którego w końcu poślubiła gdy jej kobieca powabność powoli gasła i nieuchronnie zbliżał się kres jej kariery scenicznej.

## Ważniejsze kreacje
Występowała jako tancerka w wielu warszawskich przedstawieniach baletowych, komediowych i operowych, z pewnością zaś w następujących:

### Teatr w Pałacu Radziwiłłowskim
- 1774: tańce – L’amore artigiano (opera komiczna), muzyka Florian Leopold Gassmann, choreografia Giuseppe Anelli
- 1775: Junona – Sąd Parysa, muzyka Josef Starzer (?), choreografia Francesco Caselli wg Jeana-Georges’a Noverre’a
- 1775: tańce – Zabawia wiejska, muzyka N.N., choreografia Maciej Pręczyński wg Gasparo Angioliniego
- 1775: główna rola żeńska – Polowanie Henryka IV, muzyka N.N., choreografia Maciej Pręczyński wg Gasparo Angioliniego
- 1775: Juliette – Skapiec oszukany, muzyka N.N., choreografia Giovanni Antonio Sacco
- 1777: rola nieustalona – Myśliwi, muzyka N.N., choreografia Antonio Viganò
- 1777: rola nieustalona – Nimfy, muzyka Josef Starzer (?), choreografia Daniel Curz wg Gasparo Angioliniego
- 1777: Kreuza – Medea i Jazon, muzyka Jean-Joseph Rodolphe, choreografia Leopold Frühmann wg Jeana-Georges’a Noverre’a
- 1777: Alisa (?) – Adèle de Ponthieu, muzyka Josef Starzer, choreografia Daniel Curz wg Jeana-Georges’a Noverre’a
- 1777: tańce – Górale, muzyka N.N., choreografia Daniel Curz
- 1777: rola nieustalona – Nieoczekiwana pomoc, muzyka N.N., choreografia Giovanni Antonio Sacco
- 1778: rola nieustalona – Don Juan, czyli Bankiet Piotra, muzyka Antoni Hart, choreografia Francesco Caselli wg Gasparo Angioliniego

### Teatr na placu Krasińskich
- 1779: rola nieustalona – Holenderski aptekarz, muzyka N.N., choreografia Giovanni Antonio Sacco
- 1779: rola nieustalona – Grenlandzkie wesele, czyli Ujawnione uprowadzenie, muzyka i choreografia Giovanni Antonio Sacco
- 1779: rola nieustalona – Zelime, muzyka N.N., choreografia Giovanni Antonio Sacco (?)
- 1781: rola nieustalona – Katycynea i Morjazama, muzyka N.N., choreografia Francesco Caselli
- 1783: Eugenia – Szczęśliwe rozbicie okrętu, muzyka: Antoni Hart, choreografia Daniel Curz
- 1783: Pas de quatre węgierski – Przypadki karczemne, muzyka N.N., choreografia Daniel Curz

### Tancerze Narodowi Jego Królewskiej Mości
- 1787: Pas de quatre węgierski (gościnnie) – muzyka N.N., choreografia Franz Schlanzowski

## Żona Daniela Curza
Nie wiadomo dokładnie kiedy poślubiła dwukrotnie żonatego już wcześniej Daniela Curza. Jeszcze 25 i 26 października 1783 tańczyła w Teatrze na placu Krasińskich jako „p. Schinagel”, ale już 16 września 1787, po dłuższej nieobecności na scenie, wystąpiła jednorazowo jako „pani Kurtz”. Warszawski afisz premiery komedii Demokryt rozkochany Jeana-François Regnarda zapowiadał na ten dzień: „między I a II aktem pas de quatre węgierski Slancowskiego [Schlanzowskiego] tańcowany przez Slacowskiego, Kurtza, panią Kurtz i Sitańską”. Prawdopodobnie więc poślubiła go wcześniej i może właśnie dlatego baletmistrz Curz otrzymał od króla 22 września 1787 nietypowy dla mężczyzny prezent – klejnoty wartości 50 dukatów. Tak czy inaczej Eva Schinagel była już wtedy żoną Curza i niewątpliwie wystąpiła na scenie warszawskiej już po raz ostatni. Kolejny jej ślad odnajdujemy w spisie ludności Warszawy z 1792, gdzie zapisano baletmistrza Daniela Curza (jako Kurtza), mieszkającego wraz z żoną i czwórką innych domowników w teatralnej kamienicy antreprenera Franciszka Ryxa przy ulicy Świętojerskiej nr 1790, tuż obok nowego Teatru na placu Krasińskich.

## W austriackim Lwowie
Po upadku insurekcji kościuszkowskiej i wkroczeniu wojsk rosyjskich do Warszawy, wraz z mężem i kilkorgiem innych tancerzy z rozwiązanego wtedy zespołu Tancerzy Narodowych Jego Królewskiej Mości, Curzowie postanowili przenieść się do Lwowa w zaborze austriackim. Po drodze, w połowie 1795 zajechali jeszcze do internowanego w Grodnie króla Stanisława Augusta, by starać się o wypłacenie im zaległych pensji. Nie odzyskali należnych pieniędzy, ale król wsparł ich dwustoma dukatami na dalszą podróż i obdarował cennymi podarkami. Pod koniec sierpnia dotarli w końcu do Lwowa, gdzie wkrótce rozpoczęli współpracę z trupą teatralną austriackiego antreprenera Franza Heinricha Bulli. Wraz z Curzem i wybitnym polskim tancerzem Michałem Rymińskim było ich tam tylko ośmioro, w tym Eva Schinagel, która z konieczności znów powróciła na scenę. Curz wznowił tam swoje wcześniejsze balety: Sierota hiszpańska, Kapitan Sander na wyspie Karolinie, Henryk II i Rozymonda, Winnica miłości i Kozaki, w których bez wątpienia występowała. Jego grupa baletowa pracowała przez dwa sezony, także dla lwowskiego zespołu Wojciecha Bogusławskiego, ale z coraz mniejszym powodzeniem. Do tego jeszcze 1 stycznia 1797 Curz stracił największy atut swoich przedstawień – znakomitego solistę Michała Rymińskiego, który zmarł nagle w noc sylwestrową w tajemniczych okolicznościach. Krótko potem zespół przerwał działalność, a jego tancerze rozproszyli się bez śladu.

## Po karierze
Przez kolejne 12 lat pozostawała jeszcze z mężem we Lwowie, gdzie on (notowany tam z niemiecka jako Kurtz) udzielał lekcji tańca i organizował bale młodzieżowe. W latach 1804–1805 dojeżdżał też do Beńkowej Wiszni, gdzie w dworze rodzinnym hrabiego Jacka i Marianny Fredrów uczył tańca ich dzieci, w tym także młodego Aleksandra Fredrę, który pozostawał później uczniem Curza także w latach 1806–1809, po przeprowadzce Fredrów do Lwowa. W 1809 przeniósł się jednak z rodziną na ziemie zaboru rosyjskiego, sprowadzony tam przez marszałka szlachty podolskiej, generała Józefa Dziekońskiego, by uczyć tańca jego dzieci w rezydencji w Morachwie (Murafie) niedaleko Winnicy. „I odtąd zamieszkawszy w kraju Jego Imp. Mości Wszech Rusi, wykonawszy przysięgę w guberskim mieście guberni wołyńskiej Żytomierzu na wierność i poddaństwo, zatrudniał się prywatnymi naukami tańców dzieci obywatelskich i w pensjach obojej płci aż do wstąpienia w stan nauczycielski Gimnazjum Podolskiego”, a jego żona Eva zajmowała się domem i dziećmi w Żytomierzu. Od 1815 był już etatowym nauczycielem tańca we wspomnianym gimnazjum w Winnicy i notowano go tam jeszcze 1 czerwca 1822. W Opisach formularnych Daniela Kurtza, nauczyciela tańców w Gimnazjum Podolskim Winnickim z tamtych lat znajdujemy także informacje o jego żonie Evie z Schinagelów i dzieciach, mieszkających w pobliskim Żytomierzu. Zapewne więc tam także Eva i Daniel Curzowie (Kurzowie, Kurtzowie) dożyli swych dni.
Z tych samych źródeł z lat 1817 i 1822 wiadomo, że mieli oni pięcioro dzieci: Józefa (przebywającego już wtedy w Galicji Wschodniej), Mariannę (zamężną z geometrą Lisowskim z cyrkułu tarnopolskiego) oraz Marię, Ludwikę i Magdalenę, zamieszkałe wciąż z rodzicami w Żytomierzu. Z braku dostępu do ich akt urodzenia, nie ma niestety pewności czy wszystkie były dziećmi Curza (Kurza, Kurtza), czy też któreś wniosła do rodziny Eva Schinagel ze swych wcześniejszych związków. Takie podejrzenie budzi przynajmniej ojcostwo ich syna Józefa. Spotykamy bowiem w źródłach austriackich z lat 1822–1845 niejakiego Josepha Schinagela, kasjera kasy powiatowej Bukowiny, właśnie w Galicji Wschodniej. Być może był to więc ten sam Józef, tyle że panieński syn Evy Schinagel.